# 하기오 모토
하기오 모토(일본어: 萩尾望都, 1949년 5월 12일~)는 일본의 만화가이다. 하기오 모토는 본명이며, 후쿠오카현 출생이다.

## 개요
현재의 소녀만화(한국에서 말하는 순정만화)의 방향성을 확립했다고 일컬어지는 24년조를 대표하는 만화가이다. SF, 러브 코미디, 사이코 서스펜스까지도 손대는 폭넓은 작풍과 명료한 스토리성, 시적 감성으로 독특한 세계관을 만들어냈다. 여러 면에서 소녀만화에 혁명적인 영향을 끼쳐 소녀만화계의 데즈카 오사무라고도 불린다. 또, 뛰어난 구성력으로 만화 표현의 폭을 넓혀 "만화를 문학으로 만들어낸 건 하기오 모토다"라는 평가도 있다. 동인지 즉매회의 시초인 코믹 마켓의 모체가 된 만화비평집단 '미궁'은 하기오 모토의 팬클럽적인 색채가 짙었으며, 코믹 마켓의 개최에도 큰 영향을 끼쳤다고 할 수 있다.

## 연보
- 1949년 후쿠오카 현 출생.
- 1966년, 테즈카 오사무의 '신센구미(新選組)'를 보고 충격을 받아 만화가가 되기로 결심하고, 투고를 시작한다.
- 1967년, 후쿠오카 시내의 일본 디자이너 학원 패션디자인과에 입학하였지만 투고는 계속된다.
- 1969년, 《루루와 미미》가 잡지 '나카요시' 여름방학 증간호에 게재되면서 데뷔하게 되며, 그 후 상경하여 타케미야 케이코와 오오이즈미에서 2년간 함께 살게 된다(24년조 참조).
- 1972년 3월, 《포의 일족》 연재 개시. 이후 5년간 단발적으로 연재되었다. 여성뿐만 아니라 남성에게도 인기를 얻게 되고 책이 3일 만에 품절되며 일약 인기만화가로 부상한다.
- 1976년, 《11인이 있다!》, 《포의 일족》으로 제21회 소학관 만화상 수상.
- 1977년, 소학관에서 하기오 모토 작품집 간행 개시.
- 1980년, 《스타 레드》로 제11회 성운상 코믹부문 수상.
- 1983년, 《은의 삼각》으로 제14회 성운상 코믹부문 수상.
- 1985년, 《X+Y》로 제16회 성운상 코믹부문 수상.
- 1997년, 《잔혹한 신이 지배한다》로 제1회 데즈카 오사무 문화상 우수상 수상.
- 2006년, 《바르바라 이계》로 제27회 일본SF대상 수상.

## 대표작
- 1972년
  - 포의 일족 (1972~1976 연재)
- 1974년
  - 토마의 심장
- 1975년
  - 11인 있다!
- 1977년
  - 백억의 낮과 천억의 밤 (원작 미쯔세 류)
- 1978년
  - 스타 레드
- 1980년
  - 메쉬 (1980~1984)
  - 은의 삼각 (1980~1982)
- 1981년
  - 일각수종(一角獸種) 시리즈 (X+Y 포함)
- 1985년
  - 마지널 (1985~1987)
- 1991년
  - 이구아나의 딸 (1996년 드라마화)
- 1992년
  - 잔혹한 신이 지배한다 (1992~2001)
- 2002년
  - 바르바라 이계 (2002~2005)
- 2006년
  - 장화 신은 줄무늬 고양이

외 단편소설, 그림책 및 화집 다수.

## 믹스미디어

### 드라마
- NHK 소년드라마시리즈 《11인 있다!》(1977년)
- TV아사히 《이구아나의 딸》

### 극장 개봉작
- 《11인 있다!》(1986년) 한국에서도 1990년대에 공중파에서 방송된 애니메이션.
- 《시공의 여행자》(1986년) 애니메이션의 캐릭터 디자인
- 《1999년의 여름방학》(1988년) 영화의 원작은 《토마의 심장》

이외에도 많은 작품이 연극 무대에서 공연되었다.